# Vale de Remígio
Vale de Remígio é uma povoação portuguesa do Município de Mortágua que foi sede da extinta Freguesia de Vale de Remígio, freguesia que tinha 6,69 km² de área e 678 habitantes (2011), e, por isso, uma densidade populacional de 101,3 hab/km².
A Freguesia de Vale de Remígio foi extinta (agregada) pela reorganização administrativa de 2012/2013, tendo o seu território sido agregado ao das Freguesias de Mortágua, de Cortegaça e e Almaça para criar a Freguesia de Mortágua, Vale de Remígio, Cortegaça e Almaça.

## População
| População da freguesia de Vale de Remígio | População da freguesia de Vale de Remígio | População da freguesia de Vale de Remígio | População da freguesia de Vale de Remígio | População da freguesia de Vale de Remígio | População da freguesia de Vale de Remígio | População da freguesia de Vale de Remígio | População da freguesia de Vale de Remígio | População da freguesia de Vale de Remígio | População da freguesia de Vale de Remígio | População da freguesia de Vale de Remígio | População da freguesia de Vale de Remígio | População da freguesia de Vale de Remígio | População da freguesia de Vale de Remígio | População da freguesia de Vale de Remígio |
| ----------------------------------------- | ----------------------------------------- | ----------------------------------------- | ----------------------------------------- | ----------------------------------------- | ----------------------------------------- | ----------------------------------------- | ----------------------------------------- | ----------------------------------------- | ----------------------------------------- | ----------------------------------------- | ----------------------------------------- | ----------------------------------------- | ----------------------------------------- | ----------------------------------------- |
| 1864                                      | 1878                                      | 1890                                      | 1900                                      | 1911                                      | 1920                                      | 1930                                      | 1940                                      | 1950                                      | 1960                                      | 1970                                      | 1981                                      | 1991                                      | 2001                                      | 2011                                      |
| 740                                       | 813                                       | 704                                       | 752                                       | 814                                       | 760                                       | 875                                       | 936                                       | 1 131                                     | 1 115                                     | 900                                       | 997                                       | 839                                       | 750                                       | 678                                       |

| Distribuição da População por Grupos Etários | Distribuição da População por Grupos Etários | Distribuição da População por Grupos Etários | Distribuição da População por Grupos Etários | Distribuição da População por Grupos Etários | Distribuição da População por Grupos Etários | Distribuição da População por Grupos Etários | Distribuição da População por Grupos Etários | Distribuição da População por Grupos Etários | Distribuição da População por Grupos Etários |
| -------------------------------------------- | -------------------------------------------- | -------------------------------------------- | -------------------------------------------- | -------------------------------------------- | -------------------------------------------- | -------------------------------------------- | -------------------------------------------- | -------------------------------------------- | -------------------------------------------- |
| Ano                                          | 0-14 Anos                                    | 15-24 Anos                                   | 25-64 Anos                                   | > 65 Anos                                    |                                              | 0-14 Anos                                    | 15-24 Anos                                   | 25-64 Anos                                   | > 65 Anos                                    |
| 2001                                         | 70                                           | 94                                           | 412                                          | 174                                          |                                              | 9,3%                                         | 12,5%                                        | 54,9%                                        | 23,2%                                        |
| 2011                                         | 66                                           | 49                                           | 348                                          | 215                                          |                                              | 9,7%                                         | 7,2%                                         | 51,3%                                        | 31,7%                                        |

Média do País no censo de 2001:  0/14 Anos-16,0%; 15/24 Anos-14,3%; 25/64 Anos-53,4%; 65 e mais Anos-16,4%
Média do País no censo de 2011:   0/14 Anos-14,9%; 15/24 Anos-10,9%; 25/64 Anos-55,2%; 65 e mais Anos-19,0%

## Património
- Igreja de São Mamede (matriz)

## Personalidades ilustres
- Visconde de Vale de Remígio